# I. János kasztíliai király
I. János (Épila, 1358. augusztus 24. – Alcalá de Henares, 1390. október 9.) a Trastámara-házból származó kasztíliai és leóni király (1379 – 1390).

## Származása
Az apja II. Henrik (1333 /1334?/ – 1379) király, akinek az utóda lett. Az édesanyja, II. Henrik felesége, Johanna Mánuel (Juana Manuel de Villena y Núñez de Lara) (1339 – 1381), Villena hercegnője.

## Uralkodása
I. Jánosnak, szinte rögtön az uralkodása kezdetén, szembe kellett néznie a portugálok támadásával; illetve - szinte egész uralkodása alatt - állandósult a Kasztília és Portugália közötti konfliktus.
Az 1373-ban megkötött – és az idők folyamán különböző módosításokkal többször is meghosszabbított – portugál-angol egyezményben bízó, I. Ferdinánd (1345 – 1383) portugál király (Burgundiai-ház) megtámadta Kasztíliát; ez volt a harmadik háború, amit I. Ferdinánd Kasztília ellen indított. A portugál uralkodó szövetségese, a Plantagenêt-házból származó John of Gaunt (1340 – 1399), Lancaster hercege, III. Edward (1312 - 1377) angol király fia, ugyanis továbbra sem adta fel a kasztíliai trónnal kapcsolatos követelését.  A herceg azért támasztott igényt a kasztíliai trónra, mert – 1371. szeptemberben – feleségül vette Konstanciát (1354 – 1394), I. Péter (1334 – 1369) kasztíliai királynak (Ivreai-Burgundiai ház) – II. Henrik elődjének – María de Padillától (1334 körül – 1361) született, idősebbik leányát (aki a második felesége lett a hercegnek). 1380-ban a Lancaster hercege, valamint az öccse, Edmund of Langley (1341 – 1402), York hercege, vezette csapatok betörtek Kasztíliába; ezzel kirobbantak a harcok. (York hercegének Konstancia húga, Izabella (1355 – 1392) volt a felesége.) Még ebben az évben a Fernando (Fernán) Sánchez de Tovar (? – 1384), kasztíliai admirális vezette flotta a dél-angliai partokat pusztította. 1381. júniusban João Afonso Telo de Meneses (? – 1385) admirális,  Barcelos hatodik grófja vezetésével a portugál flotta kihajózott Lisszabonból, Andalúzia felé. (Az admirális I. Ferdinánd feleségének, Eleonóra (Leonor Teles de Meneses) (1350 körül – 1386) királynénak a testvére volt.)  1381. július 17-én, a Huelva folyó torkolata előtt, Saltés szigete mellett megvívott csatában, Fernando Sánchez de Tovar admirális vezérletével, a kasztíliaiak döntő győzelmet arattak a portugálok felett; és egészen késő őszig blokád alá vették a portugál fővárost, amelynek a védelmét a York hercege vezetésével ide vonult angol csapatoknak kellett biztosítani. 1382. tavasszal azonban Lisszabon - és a portugál partok előtt - újra megjelent a kasztíliai hajóhad. A portugálokat kimerítette az elveszített háború, és 1382. augusztus 10-én, a portugáliai Elvas városában, a két fél békét kötött.
1382. augusztus 13-án meghalt I. János első felesége, Aragóniai Eleonóra (1358 – 1382) királyné. 1383. április 2-án, a portugáliai Salvaterra de Magos városában, I. János és I. Ferdinánd házassági szerződést kötöttek. Megállapodtak abban, hogy I. János feleségül veszi I. Ferdinánd és Eleonóra leányát, Beatrixet (1373 – 1409 után /1420 körül?/), a portugál trón örökösét, és I. János – Beatrix trónra lépésekor – címzetes portugál király lesz. (Beatrixet eredetileg I. János kisebbik fia, Ferdinánd infáns feleségének szánták, az 1382. évi békekötéskor.) I. Ferdinánd halála esetén pedig – Beatrix tizennegyedik életévének betöltéséig – Eleonóra régensként fog kormányozni. Amennyiben viszont Beatrix gyermektelenül halna meg, akkor a portugál korona I. Jánosra, illetve utódaira fog szállni. Az esküvői ceremóniákra 1383. májusban előbb Elvas városában, majd Badajozban került sor. A megállapodás - gyakorlatilag - az öröklésből kizárta I. Ferdinándnak az I. Péter (1320 – 1367) királytól és Inês de Castrótól (1320/1325 – 1355) született féltestvéreit, János (1349 – 1387) és Dénes (1354 – 1397) infánsokat.
I. Ferdinánd 1383. október 22-én meghalt. Leánya, Beatrix ekkor portugál királynő lett, aki helyett – régensnőként – az édesanyja, Eleonóra királyné uralkodott. I. János király - apósa halálhírére - a Kasztíliában tartózkodó János és Dénes infánsokat elfogatta, hogy ne léphessenek fel trónkövetelőkként.
Azonban, szinte azonnal, a portugál társadalom minden rétege részéről, egyre nagyobb ellenállás bontakozott ki az anyakirályné, illetve a kasztíliaiak ellen, ugyanis egyre kevesebben fogadták el azt, hogy I. János címzetes király legyen, és – esetleg – Portugália kasztíliai uralom alá kerüljön. Ez az elégedetlenség, majd felkelés, Portugáliában két évig, 1383-tól 1385-ig tartó uralmi válsághoz vezetett. Kasztíliai-portugál háború is kirobbant.

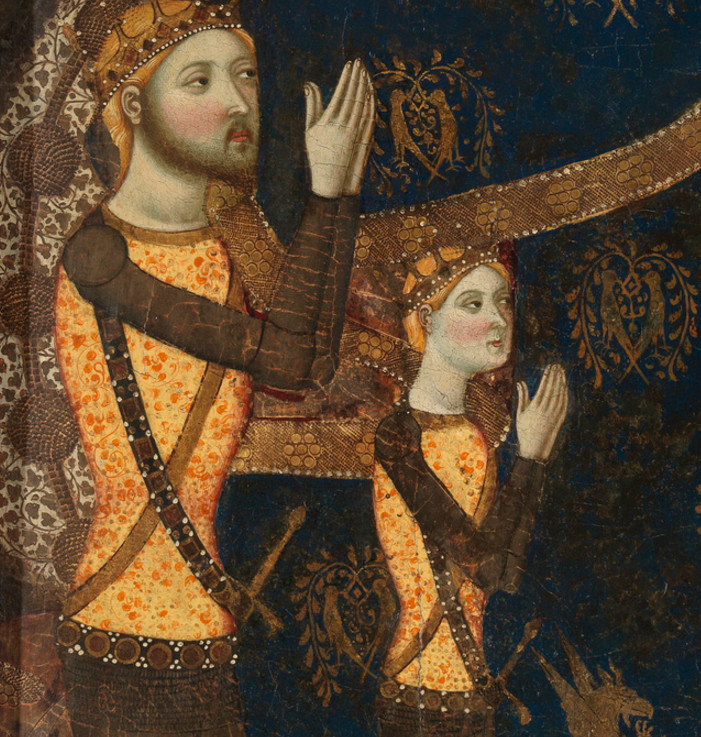
I. János apjával II. Henrikkel (Szoptató Mária, Jaime Serra katalán festő festménye, részlet)

A portugáliai elégedetlenek a reményüket Jánosba (1358 – 1433), az Avis Lovagrend nagymesterébe vetették. Ő I. Péter házasságon kívüli fia; I. Ferdinánd - és János, valamint Dénes infánsok - féltestvére (mind a nagymester, mind I. Ferdinánd, mind János és Dénes infánsok más-más anyától születtek). A nagymester mellé állt Álvaro Paes (1330 körül - 1386 után), aki I. Ferdinánd kancellárja volt. Az Eleonóra régensnő elleni szembenállás első jeleként, 1383. december 6-án, a régensnő lisszaboni palotájában, János nagymester és bizalmas emberei, Nuno Álvares Pereira (1360 – 1431), valamint a nagybátyja, Rui Pereira (? – 1384), „a Bátor”, meggyilkolták João Fernandes (Juan Fernández) de Andeiro galíciai - azaz spanyol - lovagot, Eleonóra kegyencét, akit a közvélemény – már I. Ferdinánd életében is – a királyné szeretőjének tartott.
A fővárosban azonban éppen olyan hírek terjedtek el, hogy meg akarják ölni János nagymestert. Lisszabon népe fellázadt, és bár a nagymesternek sikerült a lázongókat lecsillapítani, a kasztíliaiak pártján álló Martinho Anes lisszaboni püspököt a lázadók megölték.
Eleonóra, a történtek miatt, 1384. januárban elhagyta Lisszabont. Előtte körlevélben azt ígérte, azt fogja írni I. Jánosnak, hogy ne jöjjön Portugáliába. A régensnő a valóságban pont ezzel ellentétesen cselekedett: Azt kérte a vejétől, jöjjön Portugáliába.  1384. januárban I. János valóban hadseregével már Portugália ellen indult, Santarémnél találkozott Eleonórával. I. János, azzal az ürüggyel, hogy a régensnő népszerűtlen hazájában, és emiatt neki, valamint feleségének, Beatrixnek kell az uralmat átvenni, Eleonórát tisztes őrizetbe vette. I. János később, Kasztíliában, fogságba vetette a régensnőt, mert a megsértett régensnő konspirált ellene; Eleonóra fogságban is halt meg.
Portugáliában azonban széles körű ellenállás bontakozott ki a kasztíliaiak ellen. 1384. április 6-án, az Atoleiros mellett vívott csatában, a Nuno Álvares Pereira vezette portugál sereg legyőzött egy kasztíliai sereget, amelyet Fernándo Sánchez de Tovar, valamint Pedro Álvares Pereira (? – 1385), a kasztíliaiak pártján álló portugál nemes (Nuno Álvares Pereira testvére) vezettek. A népharagnak Lançarote Pessanha, korábbi portugál admirális esett áldozatul. 1384. május 29-én Fernándo Sánchez de Tovar admirális vezérletével a kasztíliai flotta körülzárta, és ostromzár alá vette Lisszabont.  Előtte János nagymester a portugál flotta egy részét, Gonçalo Rodrigues de Souza (1345-1350 között – 1412 után), Mafra ura vezetésével, visszavonta Porto kikötőjébe; de intézkedett a főváros megerősítése iránt. A portugál hajóhad azonban Eleonóra régensnő másik fivérének, Gonçalo Telles de Menesesnek (? – 1403), Neiva grófjának - és Rui Pereirának - a vezérletével, Portóból visszatért, és 1384. július 18-án, súlyos veszteségek mellett, de áttörte az ostromzárat, élelmiszert és hadianyagot juttatva a fővárosba. A harcokban Rui Pereira elesett. A főváros védői augusztusban sikerrel vertek vissza egy kasztíliai támadást. 1384 őszén betegség, pestis, ütötte fel a fejét a kasztíliaiak között, maga az admirális is ennek esett áldozatul, és a kasztíliai hajóhad, felhagyva az ostromzárral, 1384. októberben, majdnem öt hónap után, hazavitorlázott. I. János már 1384. szeptember elején visszaindult Kasztíliába, csak kisebb helyőrségekben hagyott hátra csapatokat.
1385. április 6-án, Coimbrában, a Cortes (a rendi gyűlés) János nagymestert I. János néven Portugália királyává kiáltotta ki, ő az első uralkodó az Avis-házból. Ez gyakorlatilag Beatrix királynő trónfosztását jelentette. Ebben a hónapban az angol segélycsapatok megérkeztek Portugáliába. A történtek miatt I. János Kasztíliából, hadsereggel, ismét Portugáliába vonult.
A kasztíliaiak számára nem kezdődtek jól a harcok: 1385. május 29-én, Trancoso mellett, a Gonçalo Vasques Coutinho (1358 körül – 1421) – továbbá Martim Vasques da Cunha (1357 körül – 1417) és João Fernandes Pacheco (1351? /1340?/ - 1420?) – vezérelte portugálok legyőztek egy kasztíliai egységet, amelyet Juan Rodríguez de Castañeda vezetett, aki elesett a csatában. 
A háború legfontosabb ütközetére 1385. augusztus 14-én, Aljubarrota mellett került sor. A csatában a portugálok – Nuno Álvares Pereira és I. (Avisi) János király vezérletével – döntő győzelmet arattak az I. János vezette kasztíliai had felett. Pedro González de Mendoza (1340 körül – 1385), I. János főudvarnagya (a korszak egyik kasztíliai költője), a királynak – az uralkodó leszúrt lova helyett – a sajátjáét ajánlotta fel; így tudott elmenekülni a kasztíliai király a csatatérről. A főudvarmester az életével fizetett hősiességért; az utókor el is nevezte „Aljubarrota mártírjának”. A kasztíliaiak vesztesége egyébként is nagyon jelentős volt. A csatában – mások mellett – elesett Kasztíliai Ferdinánd, Alburquerque grófja, Kasztíliai János, Aguilar de Campoo ura,  Aragóniai Péter (Ribagorzai Péter) Villena őrgrófja, Juan Fernández de Tovar, Kasztília admirálisa (Fernando Sánchez de Tovarnak, az előző admirálisnak a fia), és a portugál szövetségesek: Eleonóra régensnő testvére, João Afonso Telo de Meneses, valamint Pedro Álvares Pereira.  I. János, még 1385-ben, visszatért Kasztíliába. 1385. október 15-én - már Kasztíliában - Valverde de Leganés mellett, Nuno Álvares Pereira még legyőzte a Pedro Muñiz de Godoy, a Santiago (Szent Jakab) Lovagrend nagymestere vezette kasztíliai hadat, a nagymester is elesett az ütközetben. 1386. nyáron már Portugália teljesen területén I. (Avisi) János király uralkodott, a portugálok megőrizték függetlenségüket, teljes győzelmet arattak Kasztíliával szemben.
A portugál király 1386-ban, Windsorban, megújította az angolokkal a korábbi, még 1373-ban, I. Ferdinánd kötötte szerződést, és 1387-ben feleségül vette Filippát (1359 – 1415), John of Gauntnak, Lancaster hercegének, az első házasságából származó leányát. Lancaster hercege még nem mondott le a kasztíliai koronáról.  A herceg 1387-ben – portugál segítséggel – betört León területére, azonban a hadjárata sikertelen volt. A herceg a franciaországi Bayonne városában, 1388-ban, I. Jánossal megkötött szerződésben, lemondott a kasztíliai trónigényéről, de ennek fejében I. János elsőszülött fia, a még kiskorú Henrik infáns, a trónörökös, házasságot kötött a hercegnek és második feleségének, Konstanciának a leányával, Katalinnal (1372 – 1418). (A házassági szertartást 1393-ban – formálisan – megismételték.) I. János király ezzel a megállapodással maga és örökösei részére meg tudta őrizni a kasztíliai (és a leóni) trónt, véget értek a dinasztikus viszályok. A kasztíliai-portugál harcoknak 1389. novemberben, Monçao városban megkötött fegyverszünet (majd – kölcsönös határvillongások után – az 1411-ben, Ayllón városában megkötött békeszerződés) vetett véget.
I. János lovasbalesetben, 1390-ben, meghalt.

## Házasságai és gyermekei
Első felesége Aragóniai Eleonóra (1358–1382) volt, a Barcelonai-házból származó IV. Péter (1319–1387) aragóniai királynak és harmadik feleségének, Szicíliai Eleonórának (1325–1375) a leánya.
Gyermekeik:
- III. Henrik (1379–1406) kasztíliai és leóni király
- I. Ferdinánd (1380–1416) aragóniai király
- Eleonóra (1382–?).

Második felesége, I. Beatrix (1373–1409 után /1420 körül?/) portugál királynő.
Gyermekük:
- Mihály (1384–1385) infáns.